# Ceratosanthes
Ceratosanthes é um género botânico pertencente à família Cucurbitaceae.

## Espécies
| - Ceratosanthes angustiloba - Ceratosanthes corniculata - Ceratosanthes cuneata - Ceratosanthes diazii | - Ceratosanthes diazi - Ceratosanthes fiebrigii - Ceratosanthes gracilis - Ceratosanthes hassleri |

1. ↑  «Ceratosanthes — World Flora Online». www.worldfloraonline.org. Consultado em 19 de agosto de 2020